# Al-Haris Al-Maliki
L'Al-Haris Al-Maliki (àrab: فريق الحرس الملكي, Farīq al-Ḥaras al-Malikī, ‘Equip de la Guàrdia Reial’) fou un club iraquià de futbol de la ciutat de Bagdad.

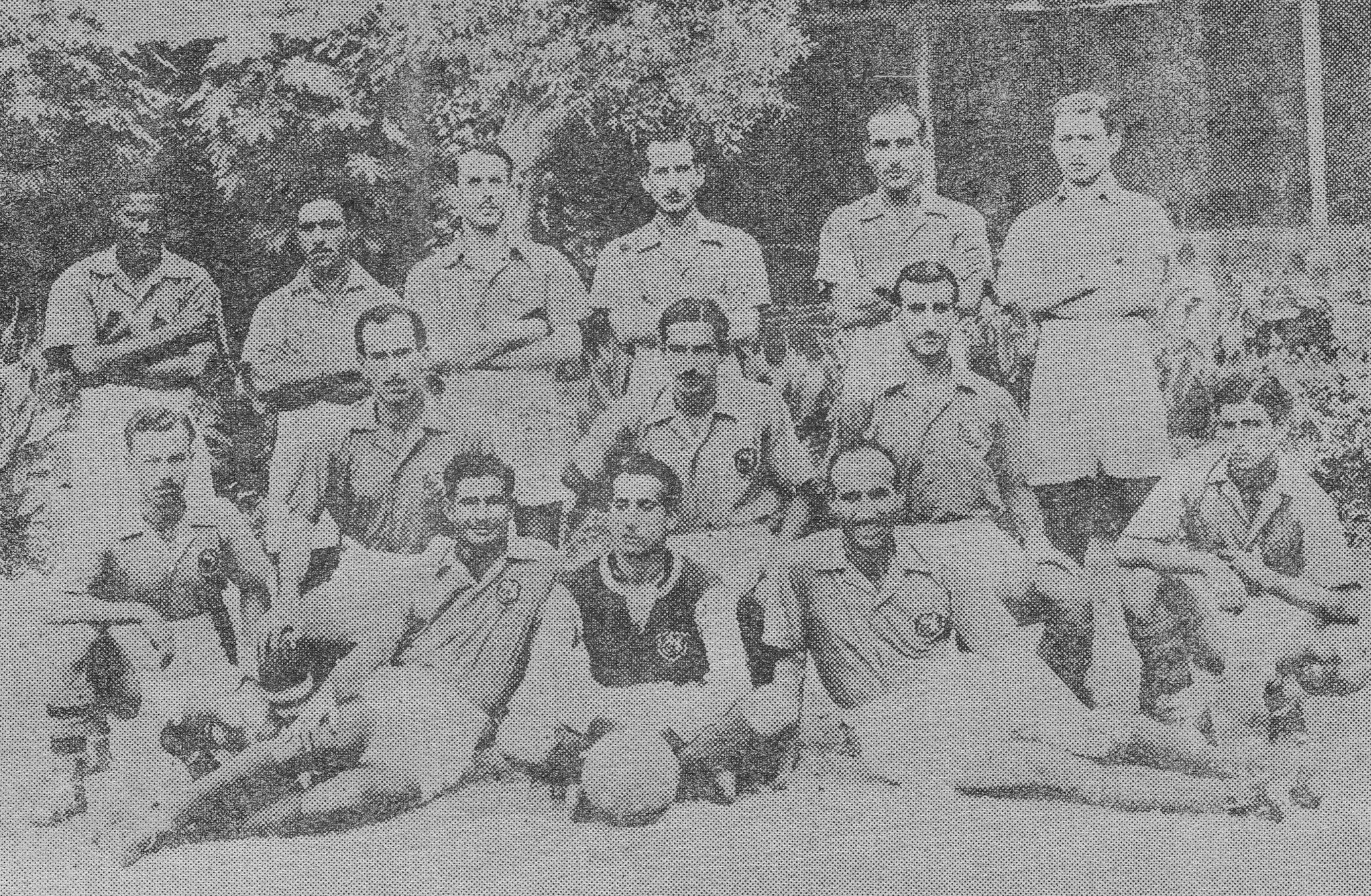
Al-Haris Al-Maliki.

Va ser fundat l'any 1947 i dissolt el 1956. Participà al primer campionat iraquià la temporada 1948-49. Guanyà set cops el campionat Central (de Bagdad).

## Palmarès
- Lliga de la Federació Central de futbol:[2]
  - 1949-50, 1950-51, 1951-52, 1952-53, 1953-54, 1954-55, 1955-56
- Copa de l'Exèrcit:
  - 1948, 1950, 1955, 1956
- Copa Jamal Baban:
  - 1948, 1951